# Canada (Einheit)
Die Canada oder Medida, auch Cahada, Canhado, war ein portugiesisches Flüssigkeitsmaß. Es galt in Portugal, Galicien und  in Brasilien. Das in Galicien gleichlautende Flüssigkeitsmaß hatte mit dem portugiesischen keine Gemeinsamkeiten.

## Brasilien
- allgemein 1 Canada = 4 Quartilhos/Quartillo = 2,66204 Litres[2]

### Rio de Janeiro
- 1 Canada/Medida = 4 Quartilhos = 3,02817 Liter
- 180 Medida = 545 Liter
- 1 Pipe (Portwein) = 190 Medida

Nachweis Rio de Janeiro
Maßkette war
- 1 Tonnelada/Tonnel = 2 Pipas = 52 Almudes = 104 Pots = 360 Medidas = 1090 Liter[4]
- 1 Medida =1/240 Tonnelada = 4 Quartilhos = 3,02777 Liter[4]

### Bahia
- 1 Canada = 7,2 Litres
- 1 Pipe Sirup = 100 Canadas
- 1 Pipe Rum = 72 Canadas

Nachweis Bahia

### Pernambuco
- 1 Canada = 305,3 Pariser Kubikzoll = 6,056 Litres

Nachweis Pernambuco

## Portugal
Im Jahre 1835 sollte eine portugiesische Regierungskommission die Maße vereinheitlichen, aber über einen Erfolg ist nichts bekannt geworden.
- 1 Canada  = 70,33 Pariser Kubikzoll = 1,3945 Litres
- 1000 Canadas = 30,7 Gallonen (engl. Imperial)
- 2 Meios = ½ Canada
- 1 Almuda/Amalde = 12 Canadas
- 1 Pipe Rum = 60 bis 75 Canadas
- 5,25 Canadas (Lissabon) = 7,28 Liter

## Maßverhältnisse
Verhältnisse waren 1 Canada (Bahia) = 5 1/6 Canadas (Lissabon).

## Galicien
In Galicien war die Canada auch ein Flüssigkeitsmaß, hatte aber mit der portugiesischen keine Gemeinsamkeiten.
- 1 Canada = ¼ Müdd/Moyo = 4 Ollas = 68 Azumbres = 192 Cuartillos = 159,761 Liter
- 1 Cuartillo = 29,054 Pariser Kubikzoll = 0,576327 Liter